# 鮑俊
鮑俊（1797年—1851年），中國清朝官員，本籍中國廣東。清道光二年中舉，次年中進士。1850年，鮑俊接替梁鳴謙，於台灣擔任台灣府海防兼南路理番同知。不過，他因丁憂未赴任。